# Kazimierz Bolesz
Kazimierz Tomasz Bolesz herbu Jastrzębiec (ur. w 1736 w Łężcach, zm. 14 września 1794 w Błażejewie) – polski szlachcic, podczaszy gnieźnieński, stolnik gnieźnieński, rotmistrz kawalerii narodowej, stolnik kaliski, starosta stawiski, poseł na sejmy, deputat Trybunału Głównego Koronnego w województwie poznańskim, kawaler Orderu Świętego Stanisława, wolnomularz.

## Życiorys
Kazimierz Bolesz pochodził z rodziny osiadłej na Mazowszu, był synem Antoniego, burgrabiego poznańskiego i Zofii z Kowalskich h. Wieruszowa. Miał starszą siostrę Urszulę Eleonorę (1723–1803), późniejszą podwojewodzinę Borzęcką.
W 1775 roku został podczaszym gnieźnieńskim, a w 1777 roku stolnikiem gnieźnieńskim. W 1792 roku był natomiast stolnikiem kaliskim.
W 1785 roku otrzymał stopień rotmistrza kawalerii narodowej, w 1791 został odznaczony Orderem Św. Stanisława. Był posłem na sejmy z województwa poznańskiego i kaliskiego, w latach: 1778, 1780 (z województwa poznańskiego), 1782, 1784 i 1790 (z województwa poznańskiego). 
Był członkiem loży wolnomularskiej „Izys” i „Towarzystwa Przyjaciół Konstytucji 3 maja”. Po śmierci został pochowany w bazylice na Świętej Górze koło Gostynia.